# Saint-Sauveur-de-Peyre
Pour les articles homonymes, voir Saint-Sauveur et Peyre.
Saint-Sauveur-de-Peyre est une ancienne commune française située dans le département de la Lozère en région Occitanie.

## Géographie

### Localisation
Le village est situé dans le département français de la Lozère. Il s'agit d'une petite localité rurale forte d'environ 300 âmes.
Le Roc de Peyre est situé à proximité du village.

### Communes limitrophes
| La Chaze-de-Peyre (Peyre en Aubrac)       | Aumont-Aubrac (Peyre en Aubrac) | Javols (Peyre en Aubrac) |
| Sainte-Colombe-de-Peyre (Peyre en Aubrac) | Saint-Sauveur-de-Peyre          | Lachamp-Ribennes         |
| Le Buisson                                | Saint-Léger-de-Peyre            | Recoules-de-Fumas        |

### Hameaux et lieux-dits
Outre le village de Saint-Sauveur-de-Peyre, la commune est composées de nombreux lieux-dits : les Andes, Aubigeyres, le Born, Chanteduc, Chapchiniès, la Chazotette, les Chons, Combe Chave, Cros de l'Ongle, Crueize, l'Esclache, Fontanes, la Gare, le Grach, Laval, le Martines, Peyreviolle, la Randèche, Rochadels, la Sole, Combelonge, le Prat, Tombarels.

## Toponymie
En occitan, pèira signifie « pierre ».

## Histoire
Dans l'Antiquité, la région était située sur le territoire des Gabales, l'un des nombreux peuples gaulois. Le site de l'ancienne Anderitum constituait leur capitale et se trouvait sur le territoire de l'actuelle commune de Javols, à quelques kilomètres au nord-est de Saint-Sauveur-de-Peyre. Les Gabales envoyèrent des hommes se battre au siège d'Alésia en 52 av. J.-C. lors de la révolte gauloise menée par Vercingétorix, roi des Arvernes, l'une des principales puissances de la Gaule antique au Ier siècle av. J.-C.
Le comté du Gévaudan est créé durant le haut Moyen Âge.

## Politique et administration

### Administration municipale
| Période      | Période  | Identité      | Étiquette | Qualité |
| ------------ | -------- | ------------- | --------- | ------- |
| janvier 2017 | En cours | Michel Guiral | RES       |         |

| Période                                  | Période       | Identité      | Étiquette | Qualité |
| ---------------------------------------- | ------------- | ------------- | --------- | ------- |
| Les données manquantes sont à compléter. |               |               |           |         |
| 1989                                     | mars 2001     | Émile Tichet  |           |         |
| mars 2001                                | décembre 2016 | Michel Guiral |           |         |

### Intercommunalité
Saint-Sauveur-de-Peyre appartient à la communauté de communes de la Terre de Peyre qui a été créée le 30 décembre 1996. Cette communauté de communes est composée de communes qui se situent sur une partie des anciens Peyre. Lesdites communes sont les mêmes que celles présentes dans le canton d'Aumont-Aubrac. Le siège de cette communauté est d'ailleurs Aumont-Aubrac.

### Circonscriptions électorales
Saint-Sauveur-de-Peyre est située dans le canton d'Aumont-Aubrac, dont le bureau distributeur est justement Aumont-Aubrac.
| Canton d'Aumont-Aubrac | Canton d'Aumont-Aubrac                                                                                         | Canton d'Aumont-Aubrac |
| ---------------------- | --- | ---------------------- |
| d'Aumont-Aubrac        | - Aumont-Aubrac - La Chaze-de-Peyre - Fau-de-Peyre - Javols - Sainte-Colombe-de-Peyre - Saint-Sauveur-de-Peyre |                        |

## Démographie
L'évolution du nombre d'habitants est connue à travers les recensements de la population effectués dans la commune depuis 1793. À partir du 1er janvier 2009, les populations légales des communes sont publiées annuellement dans le cadre d'un recensement qui repose désormais sur une collecte d'information annuelle, concernant successivement tous les territoires communaux au cours d'une période de cinq ans. 
Pour les communes de moins de 10 000 habitants, une enquête de recensement portant sur toute la population est réalisée tous les cinq ans, les populations légales des années intermédiaires étant quant à elles estimées par interpolation ou extrapolation. Pour la commune, le premier recensement exhaustif entrant dans le cadre du nouveau dispositif a été réalisé en 2007,.
En 2014, la commune comptait 284 habitants, en évolution de +4,03 % par rapport à 2009 (Lozère : −1,04 %, France hors Mayotte : +2,49 %).
| 1793 | 1800 | 1806 | 1821 | 1831 | 1836 | 1841 | 1846 | 1851 |
| ---- | ---- | ---- | ---- | ---- | ---- | ---- | ---- | ---- |
| 603  | 520  | 606  | 493  | 610  | 718  | 672  | 718  | 750  |

| 1856 | 1861 | 1866 | 1872 | 1876 | 1881 | 1886 | 1891 | 1896 |
| ---- | ---- | ---- | ---- | ---- | ---- | ---- | ---- | ---- |
| 692  | 748  | 660  | 624  | 640  | 992  | 830  | 661  | 643  |

| 1901 | 1906 | 1911 | 1921 | 1926 | 1931 | 1936 | 1946 | 1954 |
| ---- | ---- | ---- | ---- | ---- | ---- | ---- | ---- | ---- |
| 652  | 652  | 640  | 573  | 554  | 591  | 558  | 565  | 460  |

| 1962 | 1968 | 1975 | 1982 | 1990 | 1999 | 2007 | 2012 | 2014 |
| ---- | ---- | ---- | ---- | ---- | ---- | ---- | ---- | ---- |
| 447  | 370  | 317  | 264  | 241  | 251  | 263  | 282  | 284  |

## Culture locale et patrimoine

### Lieux et monuments

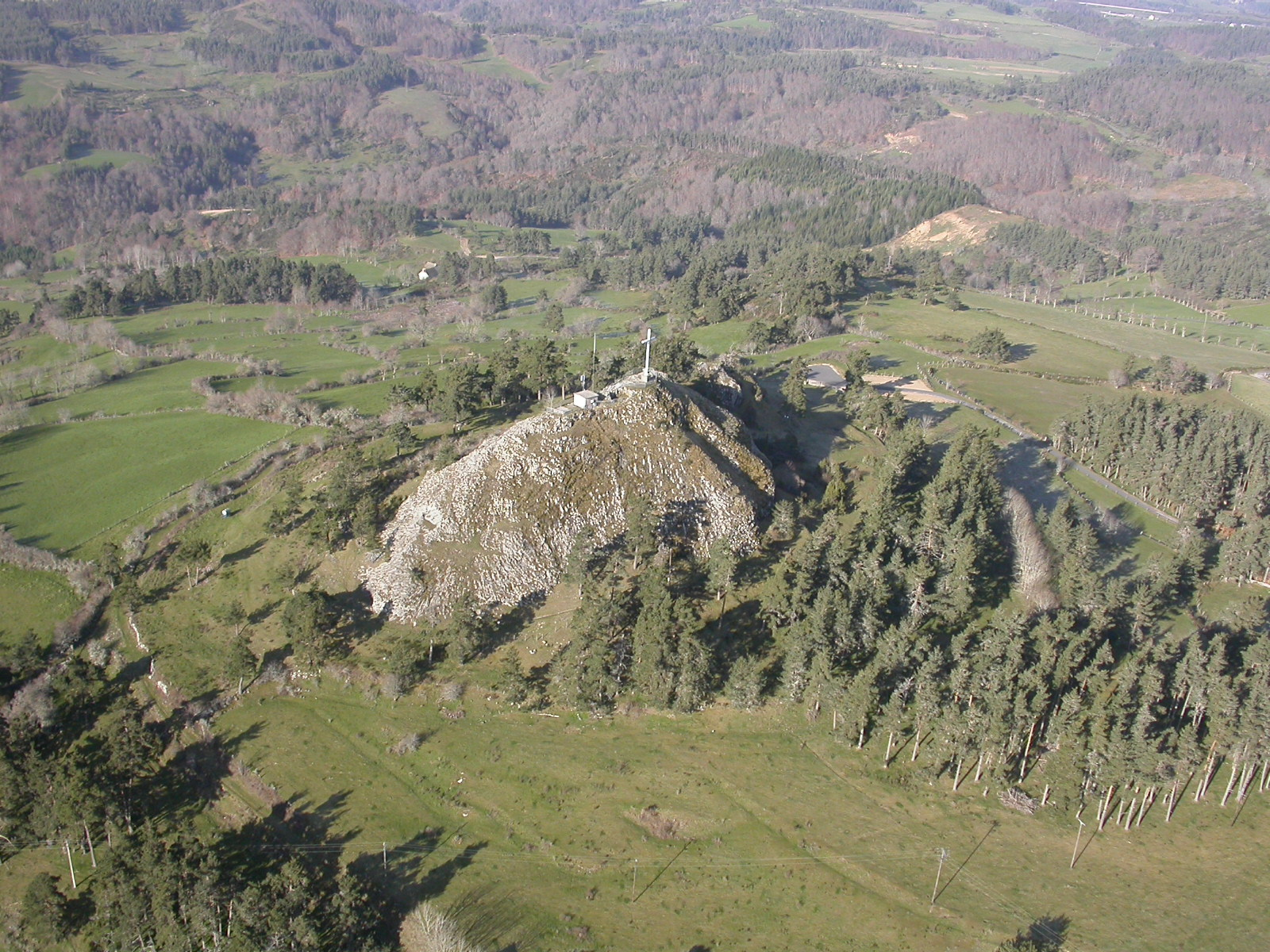
Le roc de Peyre.

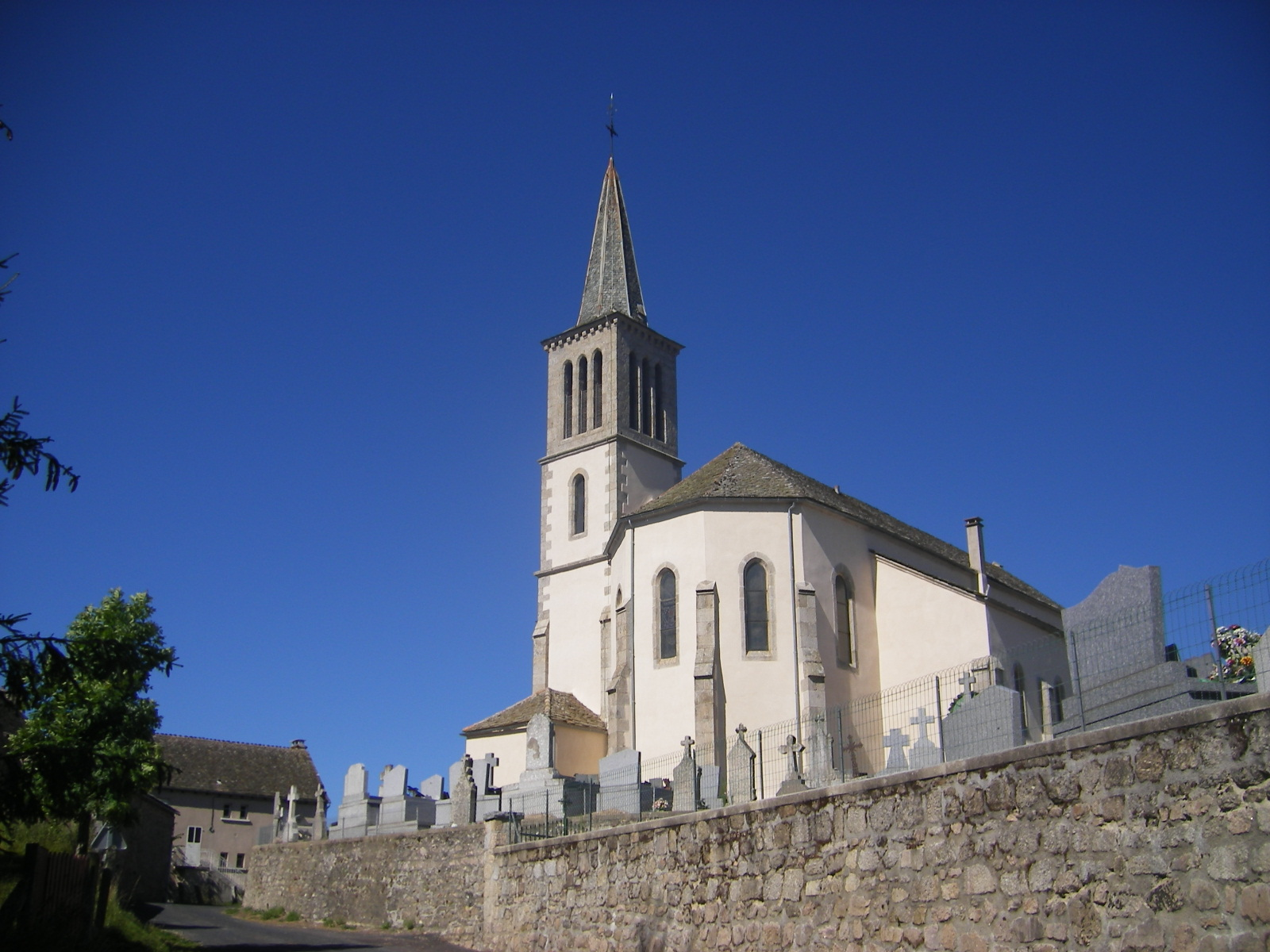
L'église.

- le roc de Peyre.
- l'église.
- la croix au milieu du village.

### Personnalités liées à la commune
- Émile Osty, chanoine, né à Peyreviole